# Geomyza combinata
Geomyza combinata är en tvåvingeart som först beskrevs av Carl von Linné 1767.  Geomyza combinata ingår i släktet Geomyza och familjen gräsflugor. Arten har ej påträffats i Sverige. Inga underarter finns listade i Catalogue of Life.